# Ridley Scott
Sir Ridley Scott (* 30. listopadu 1937, South Shields, Tyne and Wear, Velká Británie) je britský filmový režisér, producent a scenárista. Proslavil se především režírováním filmů Vetřelec (1979), Blade Runner (1982), Gladiátor (2000) nebo Černý jestřáb sestřelen (2001).

## Život

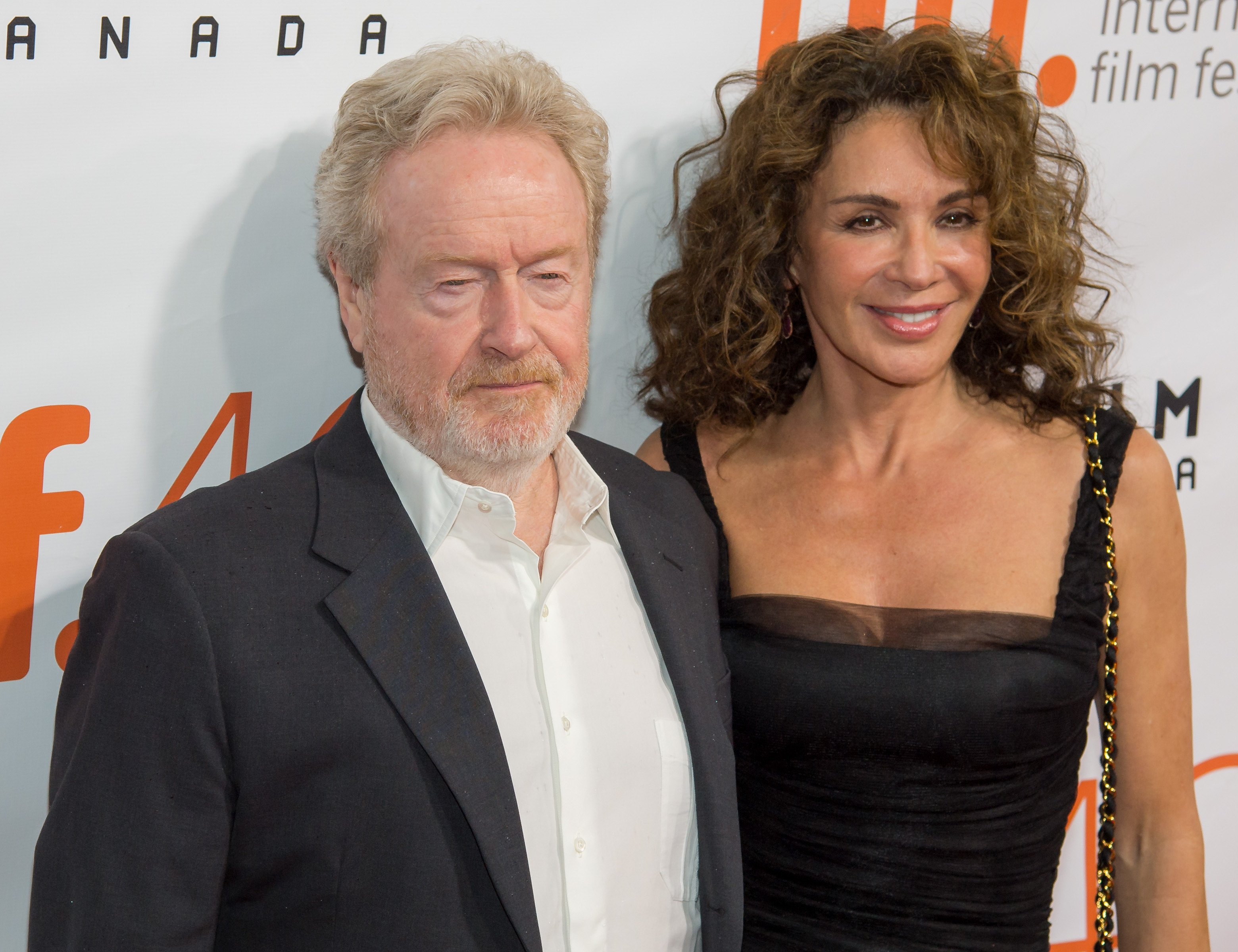
Scott na premiéře filmu Marťan (2015)

Ridley se narodil v South Shields v Tyne and Wear. Vyrůstal ve vojenské rodině; jeho otec, královský armádní důstojník, byl často v zámoří a se svým synem nebyl v kontaktu, stejně tak Ridleyho starší bratr Frank se v mládí připojil k obchodnímu loďstvu. I kvůli otcově práci se Scottovi často stěhovali; bydleli v Cumbrii, Walesu i Německu.
Po konci druhé světové války se ale vrátili do rodné severovýchodní Anglie a usadili se v Teesside, jejíž okolí se později stalo Ridleyho inspirací pro mnoho scén v Blade Runner. Sám Ridley našel velkou zálibu ve sledování filmů, mezi jeho oblíbené patří například Lawrence z Arábie (1962), Občan Kane (1941) nebo Sedmi samurajů (1954). Studoval na Grangefieldském gymnnáziu v Teesside v letech 1954 a 1958 a později na Hartlepool College of Art, kde získal titul. Získal i magisterský studijní program na Royal College of Art, kde studoval od roku 1960 až do roku 1962.
Stal se spoluzakladatelem časopisu RCA ARK a na konci studijního programu vytvořil i černobílý krátkometrážní film Ten kluk s kolem, kde hrál i jeho otec a mladší bratr Tony. Tento film se později stal charakteristickým znakem jeho stylu. Po absolvování školy v roce 1963 začal pracovat v BBC. V té době obdivoval Stanleyho Kubricka, amerického režiséra a scenáristu. V BBC se také zúčastnil programu pro začínající režiséry.
V roce 1968 Ridley odešel z BBC a společně s bratrem Tonym založili Ridley Scott Associates; produkční společnost vytvářející filmy a reklamy. Pět členů Scottovy rodiny pracovalo právě v této společnosti, bratr Tony se stal úspěšným režisérem a Ridleyho synové Jake a Luke a dcera Jordan jsou tvůrci reklam. V roce 2012 ale Tony Scott spáchal sebevraždu skokem z mostu.
Oženil se s herečkou Gianninou Faciovou, která hrála téměř ve všech jeho filmech s výjimkou Amerického gangstera (2007). Jeho mladší bratr Tony (1944–2012) byl také režisérem (Top Gun, Policajt v Beverly Hills II).

## Tvorba
Přestože se Ridley Scott proslavil již v 70. letech jako režisér reklam, jeho první snímek Soupeři nezískal výraznější oscenění. Až druhým filmem Vetřelec, který byl počátkem filmové ságy, si získal výraznější pozornost kritiky i Hollywoodu. Jeho tvorba se rozprostírá mezi vědecko-fantastickými a sci-fi filmy (Vetřelec, Blade Runner, Prometheus), dobovými dramaty (Thelma a Louise, G.I. Jane, Klan Gucci) a historickými velkofilmy (1492: Dobytí ráje, Gladiátor, Robin Hood, Napoleon).

## Filmografie

### Režie

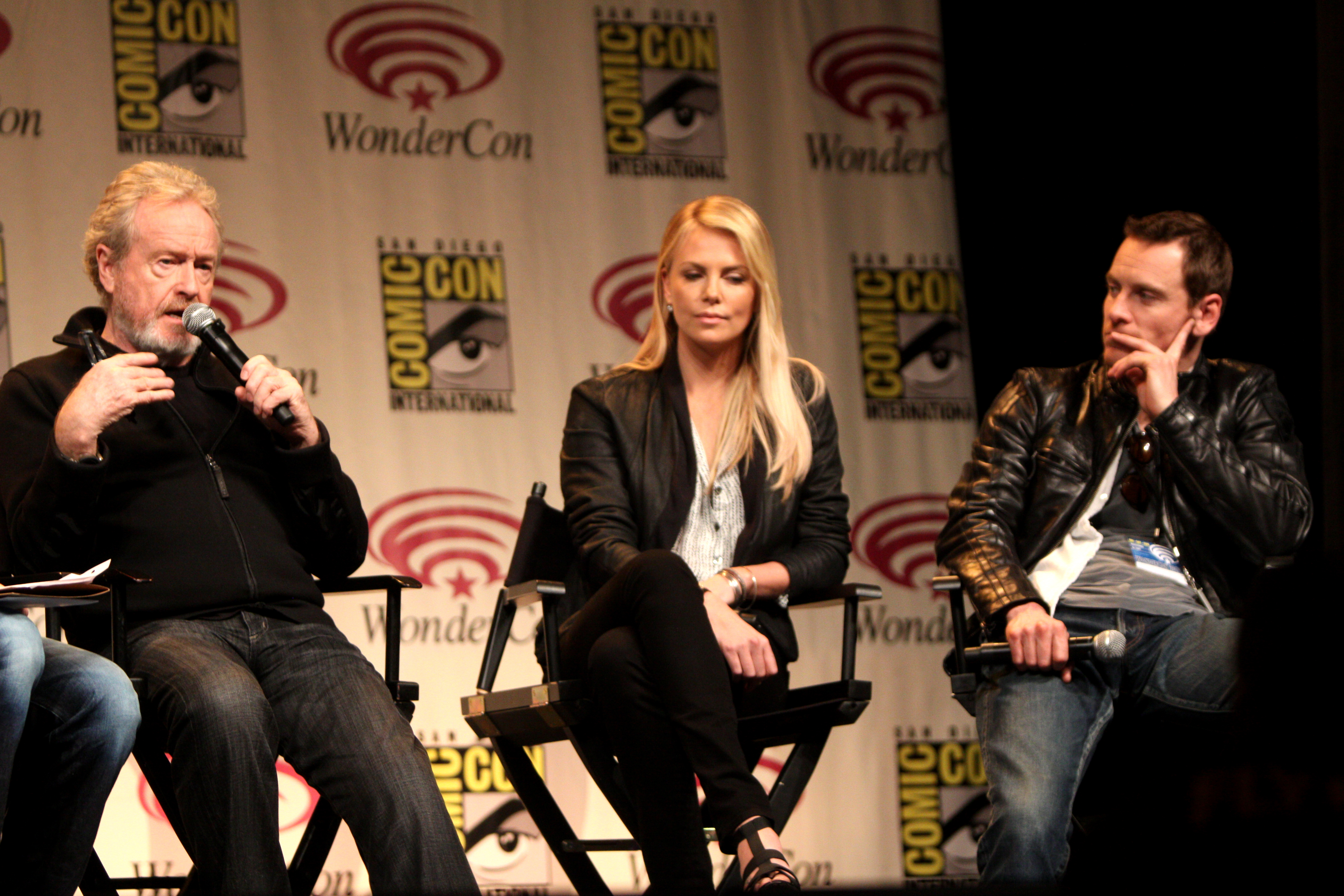
Ridley Scott, Charlize Theronová a Michael Fassbender

- 1977 Soupeři
- 1979 Vetřelec
- 1982 Blade Runner
- 1985 Legenda
- 1987 Ten, kdo mě hlídá
- 1989 Černý déšť
- 1991 Thelma a Louise
- 1992 1492: Dobytí ráje
- 1995 Bílá smršť
- 1997 G. I. Jane
- 2000 Gladiátor
- 2000 Hannibal
- 2001 Černý jestřáb sestřelen
- 2003 Švindlíři
- 2005 Království nebeské
- 2006 Dobrý ročník
- 2007 Americký gangster
- 2008 Labyrint lží
- 2010 Robin Hood
- 2012 Prometheus
- 2014 EXODUS: Bohové a králové
- 2015 Marťan
- 2017 Vetřelec: Covenant
- 2017 Všechny prachy světa
- 2021 Klan Gucci
- 2021 Poslední souboj
- 2023 Napoleon
- 2024 Gladiátor II